# Azzano Mella
Azzano Mella ist eine norditalienische Gemeinde (comune) mit 3498 Einwohnern (Stand 31. Dezember 2023) in der Provinz Brescia in der Lombardei. 

## Geographie
Die Gemeinde liegt etwa 13 Kilometer südwestlich von Brescia. Die Mella bildet die östliche Gemeindegrenze. Die Nachbargemeinden sind: Capriano del Colle, Castel Mella, Dello, Lograto, Mairano und Torbole Casaglia.